# Droga krajowa B20 (Niemcy)
Droga krajowa 20 (niem. Bundesstraße 20, B 20) – niemiecka droga krajowa przebiegająca  na osi północ - południe z Schönau am Königssee przez Berchtesgaden, Piding, Freilassing, Straubing, Cham, do Furth im Wald we wschodniej Bawarii.

## Miejscowości leżące przy B20
Schönau, Berchtesgaden, Bischofswiesen, Hallthurm, Bayerisch Gmain, Bad Reichenhall, Mauthausen, Piding, Ainring, Freilassing, Surheim, Laufen, Fridolfing, Kirchheim, Tittmoning, Nonnreit, Moosbrunn, Burghausen, Stammham, Gumpersdorf, Zeilarn, Wurmannsquick, Eggenfelden, Falkenberg, Malgersdorf, Simbach, Haunersdorf, Haag, Fichtheim, Landau an der Isar, Pilsting, Trieching, Großenpinning, Oberschneiding, Niederharthausen, Aiterhofen, Straubing, Parkstetten, Steinach, Ascha, Rattiszell, Stallwang, Loitzendorf, Weigelsberg, Trebersdorf, Traitsching, Cham, Chammünster, Kothmaißling, Weiding, Arnschwang, Furth im Wald.